# Katharina Bauer
Katharina Bauer (1 de septiembre de 1995) es una deportista alemana que compite en tiro con arco, en la modalidad de arco recurvo.
Ganó una medalla de oro en el Campeonato Mundial de Tiro con Arco al Aire Libre de 2023 y cinco medallas en el Campeonato Europeo de Tiro con Arco al Aire Libre, en los años 2022 y 2024.

## Palmarés internacional
| Campeonato Mundial al Aire Libre | Campeonato Mundial al Aire Libre | Campeonato Mundial al Aire Libre | Campeonato Mundial al Aire Libre |
| Año                              | Lugar                            | Medalla                          | Prueba                           |
| -------------------------------- | -------------------------------- | -------------------------------- | -------------------------------- |
| 2023                             | Berlín (Alemania)                | Medalla de oro                   | Equipo                           |
| Campeonato Europeo al Aire Libre |                                  |                                  |                                  |
| Año                              | Lugar                            | Medalla                          | Prueba                           |
| 2022                             | Múnich (Alemania)                | Medalla de oro                   | Equipo                           |
| 2022                             | Múnich (Alemania)                | Medalla de bronce                | Individual                       |
| 2024                             | Essen (Alemania)                 | Medalla de oro                   | Individual                       |
| 2024                             | Essen (Alemania)                 | Medalla de oro                   | Equipo mixto                     |
| 2024                             | Essen (Alemania)                 | Medalla de bronce                | Equipo                           |